# آگوستوس زرلندیس
 آگوستوس زرلندیس (Modern Greek: Αύγουστος Ζερλέντης؛ ۵ نوامبر ۱۸۸۶[a] – ۱۹۵۴ (۶۷−۶۸ سال)) یک تنیس‌باز اهل یونان بود.